# Charles Molyneux (5e comte de Sefton)
Charles William Hylton Molyneux, 5e comte de Sefton, (25 juin 1867-2 décembre 1901) est un pair britannique.

## Biographie
Molyneux est le fils aîné de William Molyneux (4e comte de Sefton) (1835–1897) et de son épouse Cecil Emily Hylton-Jolliffe, fille de William Jolliffe (1er baron Hylton). Il est connu sous le nom de "Mull" au sein de la famille.
Il obtient une commission dans la cavalerie Lancashire Hussars Yeomanry et est aide de camp du Lord lieutenant d'Irlande de 1889 à 1892.
Lord Sefton ne s'est jamais marié. Peu de temps avant d'hériter de ses titres, il fait une mauvaise chute dans l'Altcar Steeplechase en 1897 qui le laisse gravement handicapé au cerveau, un invalide sans espoir et mentalement instable. Ses fiançailles avec Mary Heathcote-Drummond-Willoughby, fille du 1er comte d'Ancaster, sont annulées et il est finalement décédé des suites de ses blessures.
Il est mort au siège de sa famille, Croxteth Hall, près de Liverpool, le 2 décembre 1901, âgé seulement de 34 ans, et est enterré à proximité dans le cimetière de St Chad, Kirkby. À sa mort, son titre passe à son frère Osbert Molyneux (6e comte de Sefton).